# 杨光 (1962年)
杨光（1962年11月—），男，汉族，陕西大荔人，中华人民共和国官员，中国共产党党员，天津市人力资源和社会保障局局长、党组书记，中共天津市委组织部副部长，第十三届全国人民代表大会天津市代表。全日制本科学历，工商管理硕士，高级工程师。

## 生平
杨光1983年8月参加工作，1994年11月成为中国共产党党员。他曾担任中共天津市西青区委常委、中共天津市西青区纪委书记，天津市机械设备成套局党组书记、局长等职务。2017年4月起担任天津市人力资源和社会保障局党组书记、兼任中共天津市委组织部副部长，后兼任天津市人力资源和社会保障局局长。2018年2月24日，当选为第十三届全国人大代表。